# Коль-де-ла-Траверсет
Коль-де-ла-Траверсет (фр. Col de la Traversette, итал. Colle delle Traversette) — перевал в Котских Альпах высотой в 2 947 м. Расположен на границе между Францией и Италией к юго-востоку от Гренобля и к юго-западу от Турина между Криссоло и Абриес. Отделяет Монте-Визо (3841 м) от Монте Гранеро (3171 м). Единственный перевал, с которого видна долина реки По. Через перевал проходит Синяя тропа (англ. Blue Trail), один из пяти междугородних туристических трансальпийских маршрутов сети Via Alpina, и туристический маршрут Giro di Viso.
На высоте 1478—1480 метров построен 75-метровый пешеходный туннель (англ. Monte Viso Tunnel, фр. Tunnel de la Traversette, итал. Buco di Viso), позволяющий пройти через горы, минуя перевал Коль-де-ла-Траверсет.
В районе перевала расположен форт (фр. Fort de la Redoute Ruinée), бывший военный объект, который контролировал проход.

## В истории

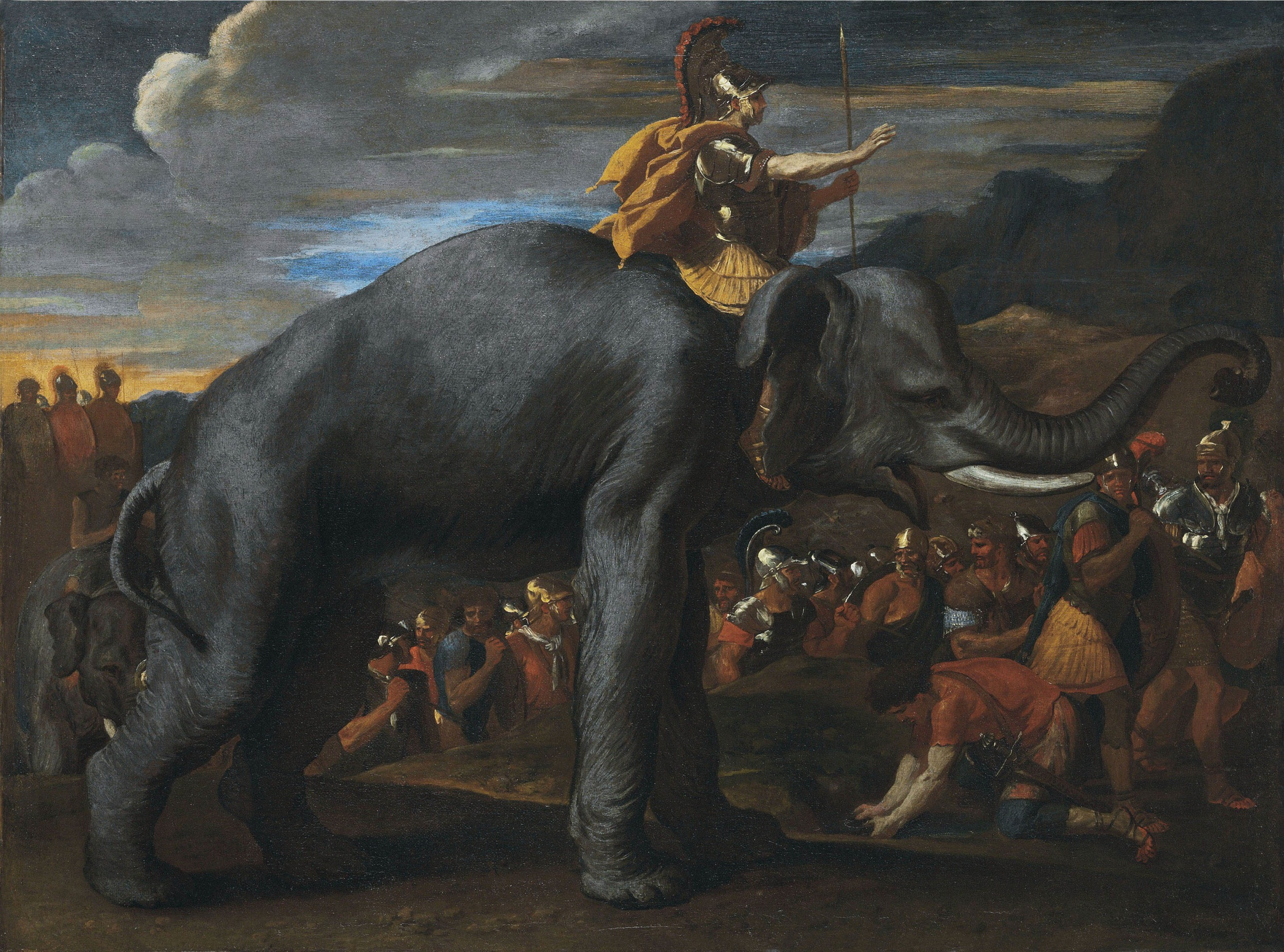
Ганнибал переходит через Альпы на слонах; данные показывают, что, возможно, это был Коль-де-ла-Траверсет

В 1950 году британский учёный Гэвин де Бир был первым, кто предположил, что именно через Коль-де-ла-Траверсет Ганнибал пересёк Альпы, направляясь в Италию. В 1956 году британский антиковед Фрэнк Уильям Уолбэнк опроверг теорию де Бира. Но в 2016 году тезис де Бира вновь привлёк внимание учёных, когда геолог Уильям Махейни и другие сообщили, что вблизи перевала были выявлены осадки, оставшиеся от «постоянного движения тысяч животных и людей», которые были датированы примерно 218 годом до н. э., то есть годом вторжения Ганнибала в Италию. Однако, метод исследования Carbon 14, который использовала для изучения образцов экспедиция Махейни, имеет стандартное отклонение плюс-минус 60 лет (см. радиоуглеродное датирование), поэтому выводы Махейни не являются окончательными.
Перевал Траверсет, высота которого почти достигает 3000 метров над уровнем моря — это мучительный путь даже сегодня, а Ганнибал пересёк его с огромным войском и животными. Он двигался через враждебные земли и никогда не вошёл бы в Комб-де-Кейра — теснину с обрывистыми стенами, которая простирается на 15 км вдоль долины реки Гил. Наиболее серьёзным возражением против этого перевала служит его высота — на километр с лишним больше, чем у Монженевр. Для того чтобы добраться до Траверсета, нужно перейти сначала через значительно более низкий Коль-де-Круа (выс. 2273 м). На вершине Траверсета расположен узкий выступ, которого едва хватит для десятка человек, не говоря уж о целой армии. Кроме того, трудно счесть трёхдневным маршем расстояние в 20 км от его восточной стороны до начала равнины. Даже если отправиться от него прямо в долину реки По, дистанция не превысит 30 км.